# Wilhelm Wisch

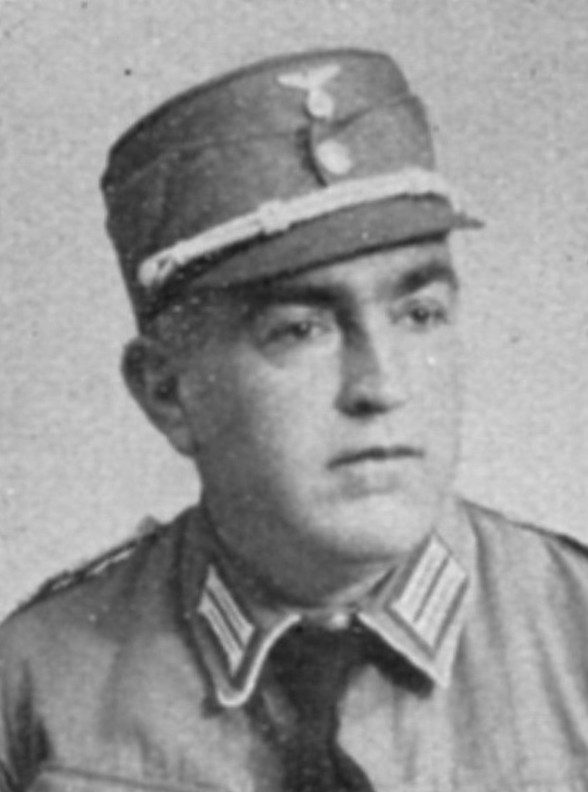
Wilhelm Wisch, um 1933

Wilhelm Wisch (* 12. Oktober 1889 in Röhrenfurth; † 17. Dezember 1951 in Ziegenhain) war ein deutscher Politiker (NSDAP). 

## Leben
Wisch besuchte die Volksschule. Anschließend wurde er an der Vilmarschen Schule, einer höheren Lehranstalt in Melsungen, ausgebildet, wo er die Obersekundareife erlangte. Danach gehörte er ein Jahr lang dem XI. Artillerieregiment an. Im Juni 1908 begann Wisch die mittlere Postlaufbahn. Von 1917 bis 1918 nahm er mit der Divisionsfunkerabteilung 35 als Gefreiter am Ersten Weltkrieg teil, in dem er mit dem Eisernen Kreuz 2. Klasse ausgezeichnet wurde. Nach der Beschäftigung in verschiedenen Bezirken im Bahnpostdienst war Wisch ab Januar 1920 beim Postamt Melsungen angestellt.
1921 trat Wisch dem Deutschvölkischen Schutz- und Trutzbund bei. Im August 1923 wechselte er zur Nationalsozialistischen Deutschen Arbeiterpartei (NSDAP), der er nach dem vorübergehenden Verbot der Partei im August 1925 erneut beitrat. Im Januar 1929 wurde Wisch Bezirksleiter und am 1. Oktober 1932 Kreisleiter des NSDAP-Kreises Melsungen. Am 17. November 1929 wurde Wisch Stadtverordneter in Melsungen. Bei der Reichstagswahl im März 1933 wurde er als Kandidat der NSDAP für den Wahlkreis 19 (Hessen-Nassau) gewählt, dem er bis zum November desselben Jahres angehörte. Das wichtigste parlamentarische Ereignis, an dem Wisch während seiner Abgeordnetenzeit beteiligt war, war die Verabschiedung des Ermächtigungsgesetzes im März 1933, das unter anderem mit seiner Stimme beschlossen wurde.
1934 wurde Wisch zum Oberpostinspektor befördert. Von 1934 bis 1945 amtierte er als Landrat des Kreises Ziegenhain. Wisch war zudem Mitglied der Sturmabteilung (SA), in der er im April 1943 zum Sturmbannführer befördert wurde.